# とさか

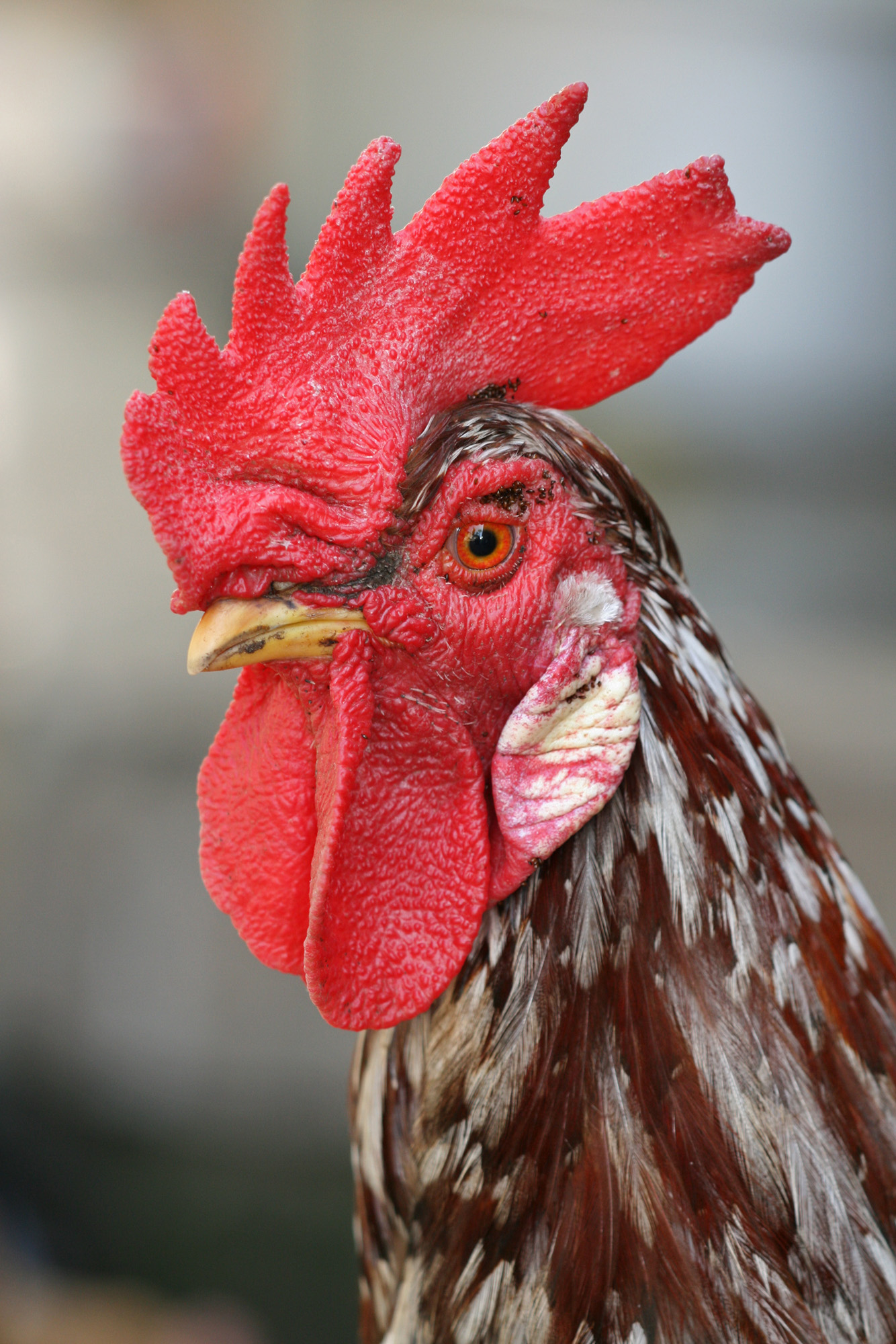
雄鶏の頭部にある鶏冠

とさか（鶏冠）とは、主にキジ科の一部の鳥にみられる頭上の肉質の冠状突起である。形状によって、単冠・ばら冠・クルミ冠・えんどう冠などのバリエーションがある。雌鶏より雄鶏（en:rooster)のほうが大きくなる。
毛細血管が発達しており、体温調節に使用されている。

## ギャラリー

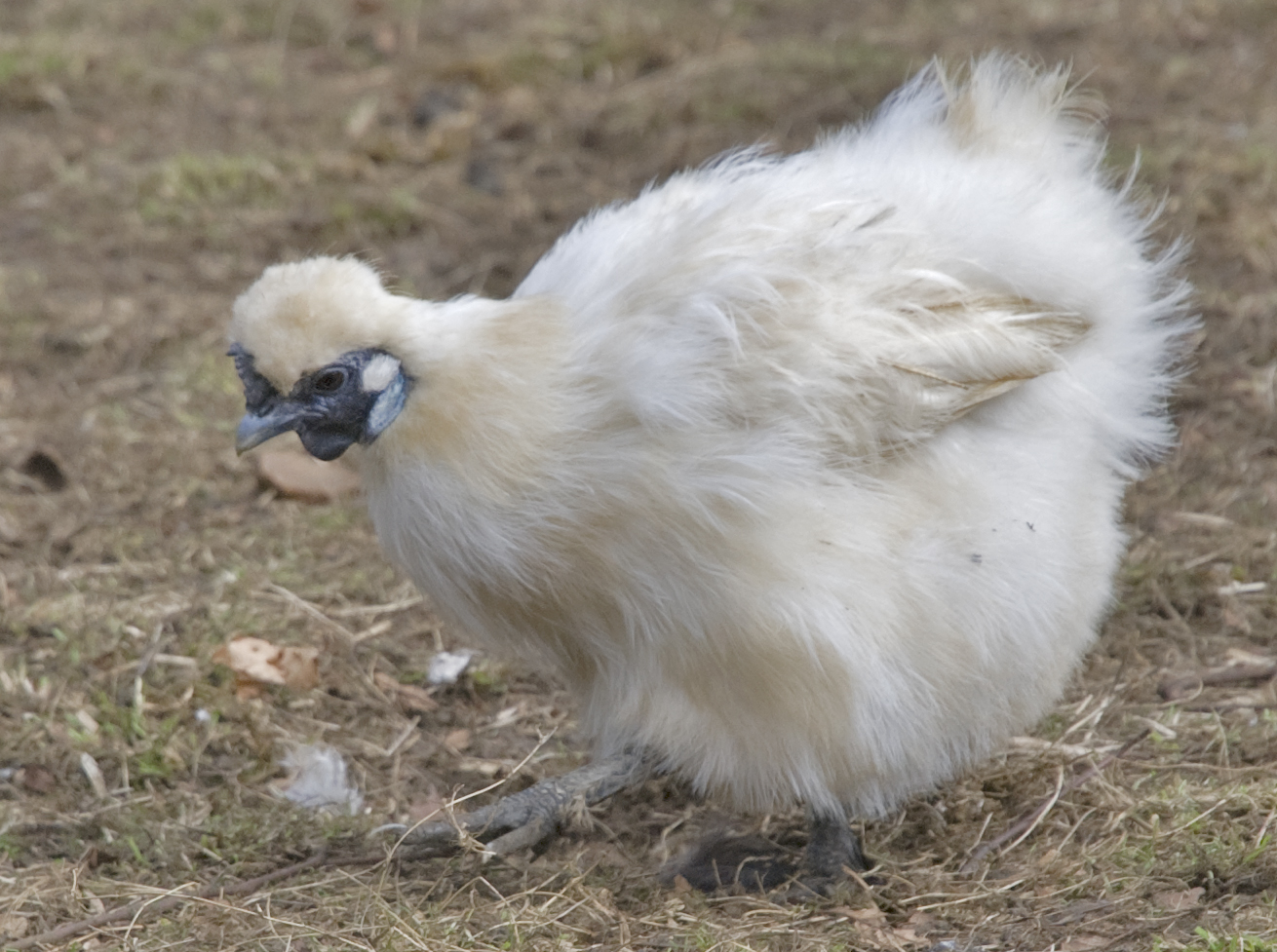
烏骨鶏の黒赤色のとさか
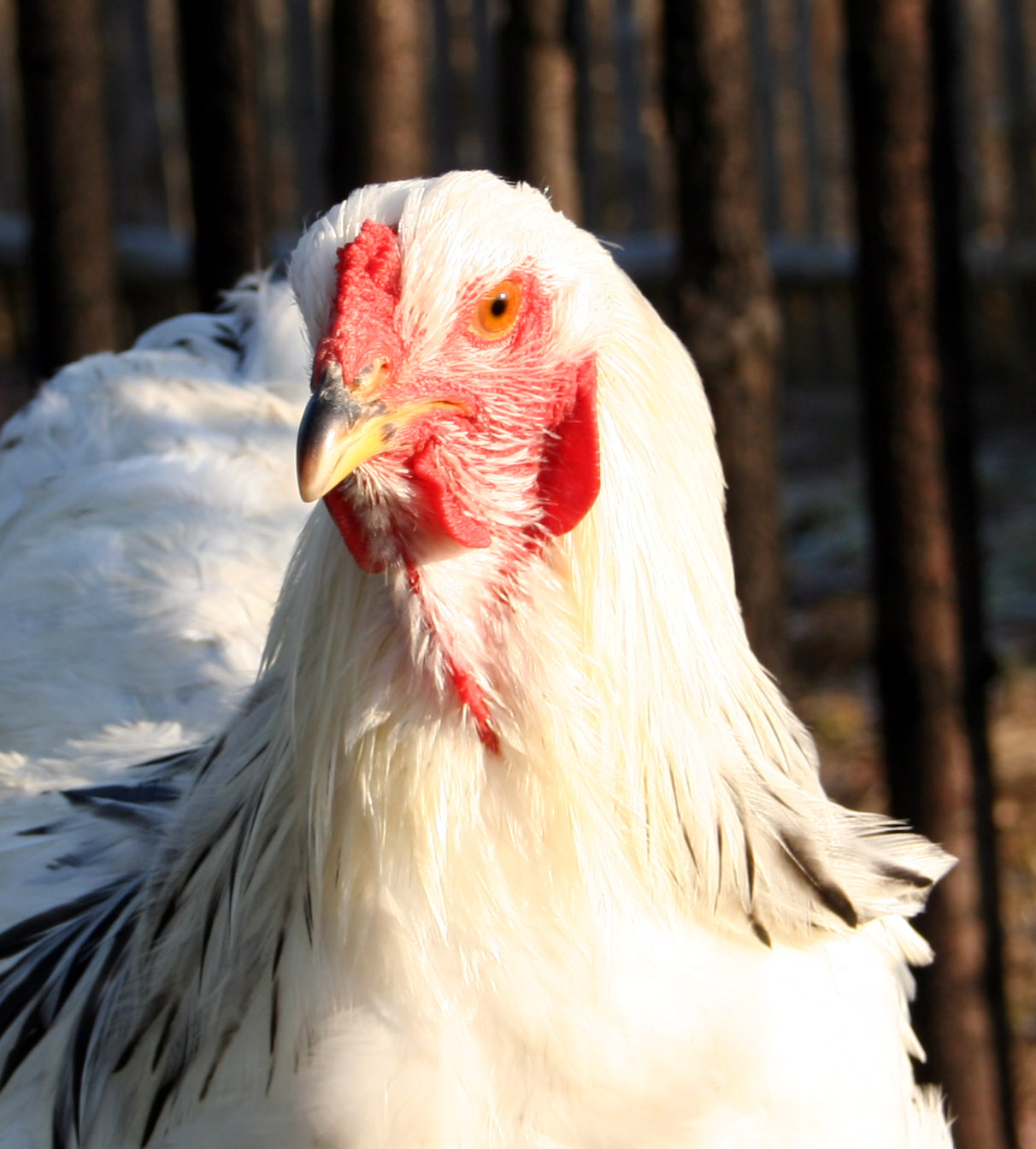
ブラーマ（英語版）の豆冠
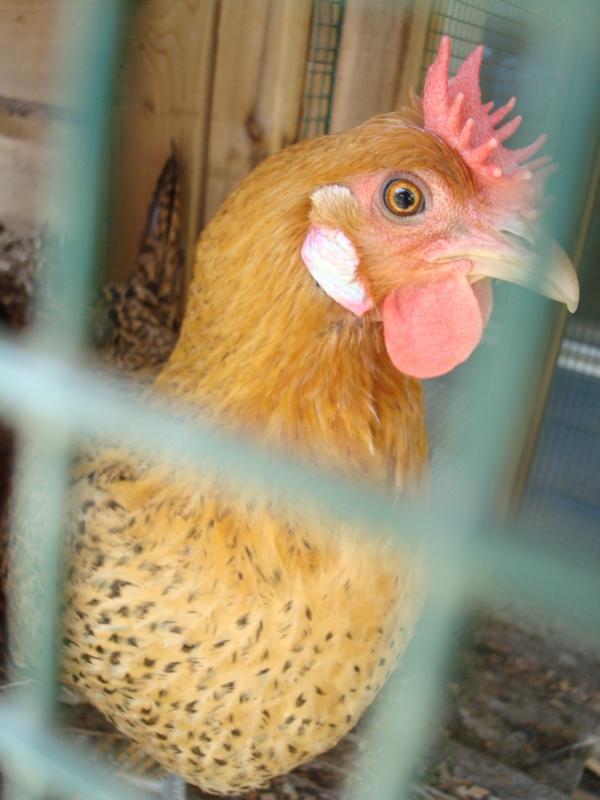
シシリアンバターカップ（英語版）のV combs（別名：devil horn）
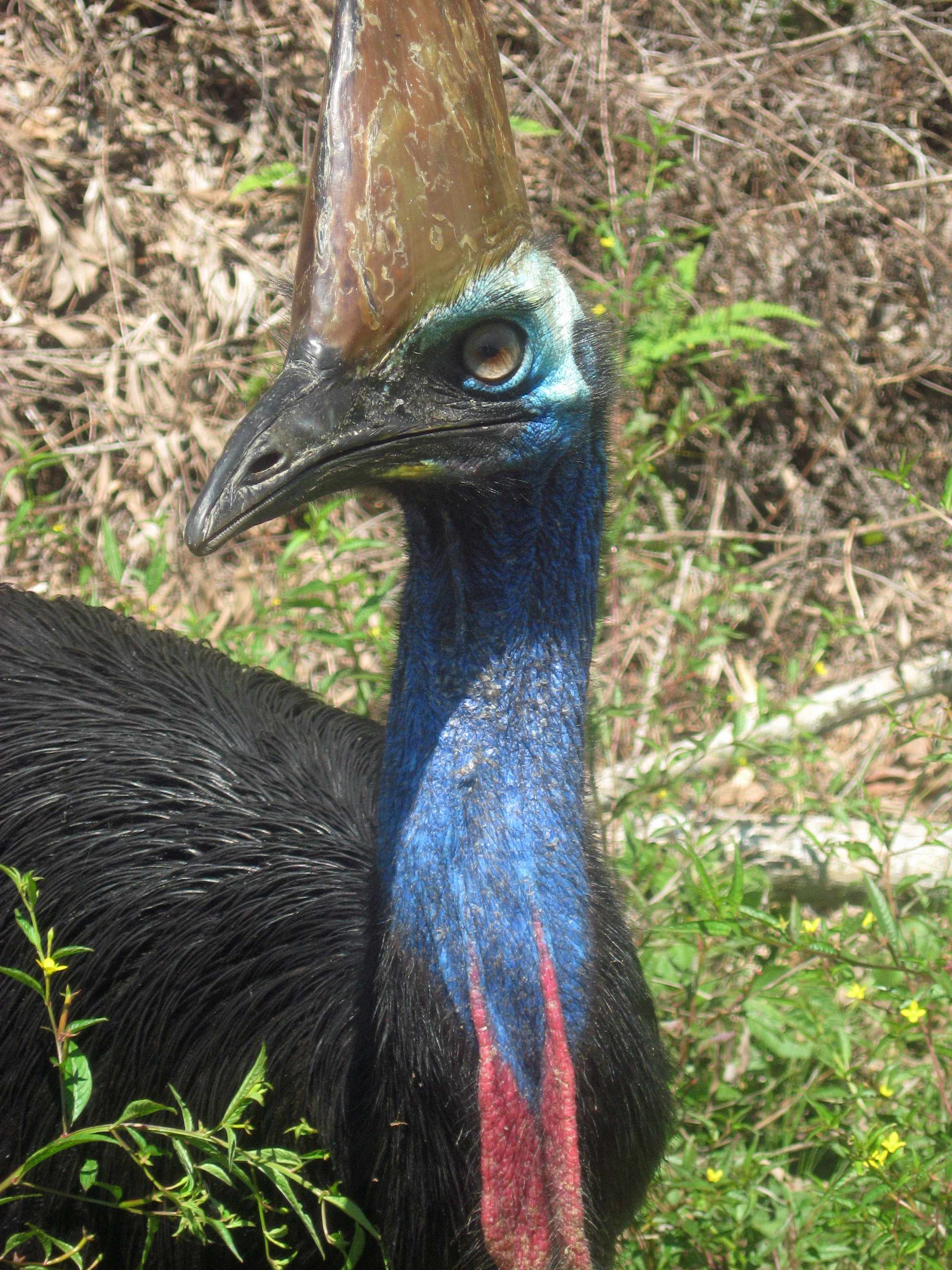
ヒクイドリのとさか
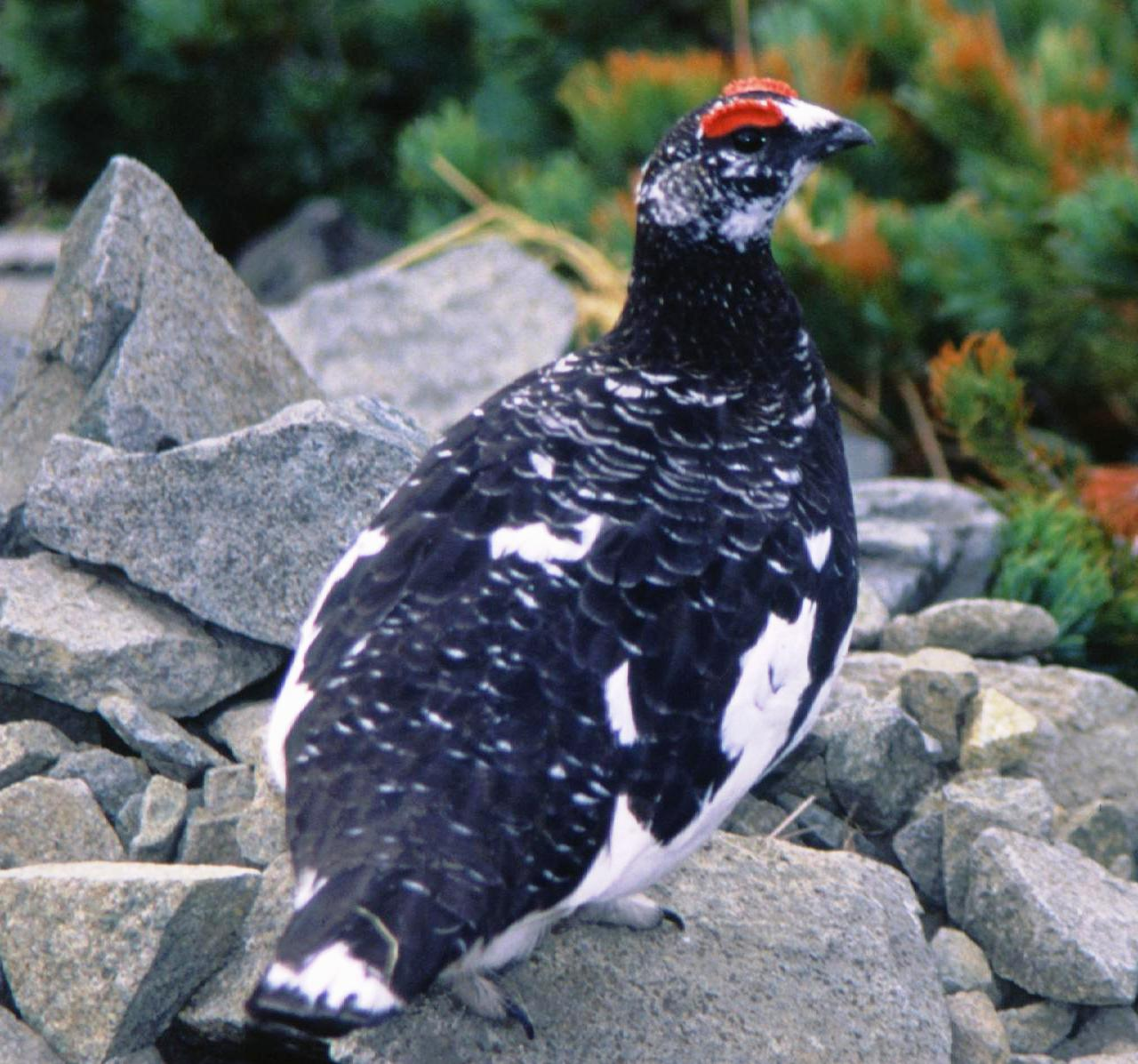
ライチョウの肉冠

## 用途

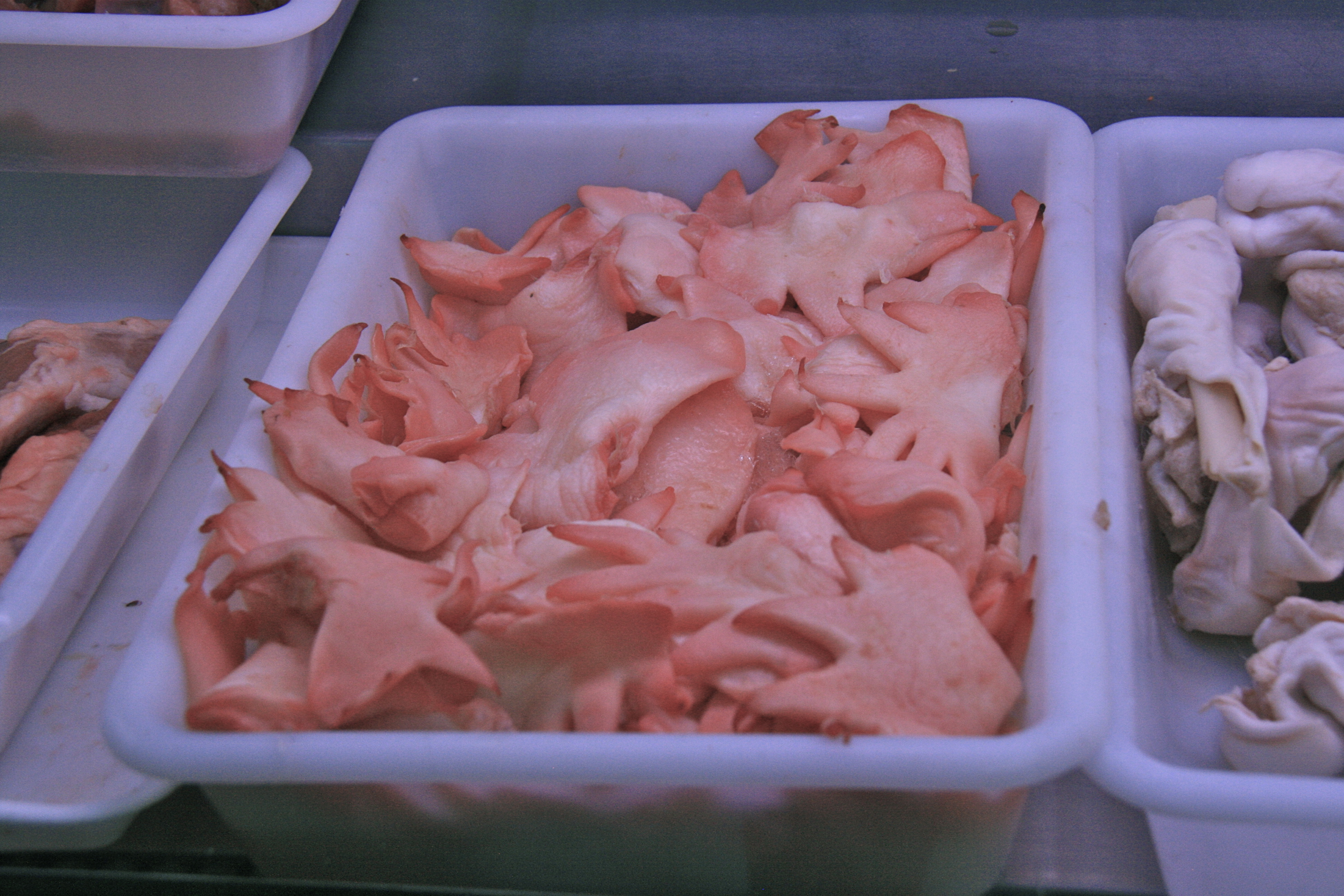
スペイントーロで撮られた料理に使われる鶏冠の写真

料理
イタリア料理・スペイン料理・フランス料理・中国料理で食材として使用される。フランス料理を発展させたイタリア人貴族カトリーヌ・ド・メディシスがフランスに伝えたとされる。
ヒアルロン酸の抽出
鶏冠はヒアルロン酸の抽出原料でもある。

## トサカを使用した言葉
- トサカにくる - 腹が立つこと。1962年（昭和37年）頃に学生が使い始めた当時の流行語である[7]。